# Albas (Lot)
Albas (en occitano Albàs) es una localidad y comuna francesa situada en el departamento de Lot, en la región de Mediodía-Pirineos. 
A sus habitantes se les conoce por el gentilicio Albassiens.

## Demografía
| 1 317 | 1 480 | 1 471 | 1 815 | 1 911 | 2 033 | 1 918 | 1 837 | 1 625 | 1 746 | 1 791 | 1 737 | 1 670 | 1 578 | 1 541 | 1 308 | 1 278 | 1 120 | 1 141 | 1 010 | 835 | 743 | 653 | 651 | 585 | 652 | 597 | 504 | 522 | 545 | 507 | 545 | 507 |
| Para los censos de 1962 a 1999 la población legal corresponde a la población sin duplicidades (Fuente: INSEE [Consultar]) |       |       |       |       |       |       |       |       |       |       |       |       |       |       |       |       |       |       |       |     |     |     |     |     |     |     |     |     |     |     |     |     |

## Lugares de Interés
- Castillo de Albas, del siglo IX.
- Castillo de Blainie, del siglo XIX.

## Personalidades
- Ernest Lafon, escritor regionalista de prestigio
- Gustave Guiches (1860-1935), escritor dramático.